# Alcarràs
Alcarràs est une commune de la Province de Lleida, en Catalogne, en Espagne, de la comarque de Segrià.
La ville est popularisée au niveau international grâce au film Nos soleils de Carla Simón, notamment Ours d'Or à Berlin en 2022.

## Histoire
Lors du référendum sur l'indépendance du 1er octobre 2017, Alcarràs était l'une des villes où la police espagnole a chargé des citoyens pour l'empêcher d'avoir lieu.[1] Malgré tout, il a été possible de voter, avec un total de 2 799 suffrages exprimés (53,4 % du recensement), dont 2 578 pour le oui (92,6 %) et 171 pour le non (6,1 %).[2] Pour avoir "autorisé" la tenue du référendum, le maire de la municipalité, Miquel Serra, a été jugé et condamné à 3 mois d'interdiction et à une amende.[3]

## Culture
- Alcarràs est le titre catalan du film Nos soleils, de la réalisatrice Carla Simón, qui raconte l'histoire d'une famille de la ville[3].